# Titi světlý
Titi světlý (Callicebus barbarabrownae) je ploskonosá opice z Nového světa, jeden z největších druhů širokého rodu titi. Vyskytuje se pouze v Jižní Americe na východě Brazílie ve spolkových státech Bahia a Sergipe a je ohrožen vyhynutím. Žije podél řek Rio Real a Rio Salitre v rozlehlé, poměrně suché oblasti nazývané Caatinga. Na tomto území převládá buš s nízkými keři a jen v místech s četnějšími srážkami jsou ostrůvky vysokokmenného opadavého listnatého lesa.
Titi světlý byl původně považován za poddruh titi maskovaného (Callicebus personatus), ale po novém prozkoumání fylogetiky a morfologie byl povýšen na samostatný druh.

## Popis
Zvířata jsou porostlá delší hustou a měkkou srstí, která je na zádech světle šedá a ostře kontrastuje s černýma nohama a předloktími a hlavně s oranžovým ocasem, černý je také obličej a temeno hlavy. Samice váží v průměru 1,2 kg a tělo má dlouhé okolo 35 cm, samec 1,3 kg a 38 cm. Výrazný ocas mívá délku okolo 50 cm. Mají malou kulatou hlavu s plochou tváří, jejich zubní vzorec je 2/2, 1/1, 3/3, 3/3.

## Chování
Opice jsou po celý život monogamní, případné rozdělení páru těžce prožívají. Žijí v nevelkých skupinkách tvořených rodiči a potomky. Samec se samicí často sedávají vedle sebe s propletenými ocasy. Jsou teritoriální, svá území si označují hlasitým voláním a vetřelce pronásledují a chovají se k nim výhružně.
Jsou to denní zvířata žijící na stromech, kde se živí pestrou škálou potravin, žerou listy, plody, květy, hmyz, drobné obratlovce i vejce ptáků. Polovinu aktivní denní periody stráví odpočinkem, čtvrtinu hledáním potravy a čtvrtinu krmením. Při hledání potravy vedou skupinu samci, nejaktivnější bývají po úsvitu a v podvečer. Mezi sebou komunikují celou škálou zvuků i vizuálních signálů.
Noc prospí společně, schoulení s propletenými ocasy a hlavami položenými na rukou, vysoko ve větvích vybraných stromů bezpečně je chránících před predátory. V klidové poloze sedí na větvi na všech končetinách a ocas jim visí dolů, při ohrožení díky silným zadním nohám rychle uskočí na vedlejší větev. Pokud výjimečně sestoupí na zem, pohybují se po čtyřech končetinách.

## Rozmnožování
Po pěti až šestiměsíční březosti rodí samice v období dešťů jednoho potomka. Mláďata rychle rostou a velikosti dospělce dosáhnou do jedno roku. Ohrožováni jsou velkými hady a kočkovitými šelmami. Průměrná délka života u jedinců chovaných v zajetí je 12 let.

## Ohrožení
Odhaduje se, že nežije více než 260 zvířat, která se vyskytují roztříštěná ve více než 55 malých skupinách na ploše kolem 2600 km². Pro svou drobnost nebývají loveni pro maso, ale někde jsou chováni v domácnostech.
Nejvíce jsou ohrožování odlesňováním a postupující fragmentaci lesů. Do jejich území zasahuje rozšiřující se zemědělství a jako důsledek rychlého rozvoje dálniční sítě i pokračující urbanizace krajiny. Titi světlý žije na místech, která nejsou součásti žádné chráněné krajinné oblasti a výhledově se předpokládá další pokles počtu jedinců. Je proto zařazen do přílohy č. II CITES a Mezinárodním svazem ochrany přírody (IUCN) je vyhodnocen jako kriticky ohrožený druh (CR).